# کیچیرو تویاما
کیچیرو تویاما (به ژاپنی: 外山 圭一郎)(به انگلیسی: Keiichiro Toyama) طراح ژاپنی بازی‌های رایانه‌ای که به سبب خلق سری بازی‌های ترسناک سایلنت هیل و سایرن مشهور است.
کیچیروتویاما بازی ساز شهیر ژاپنی علاوه بر اینکه بازی ساز بسیار توانمندی است یک محقق در زمینه روان‌شناسی نیز می‌باشد و همین امر باعث شده که بازی‌های ساخته ذهن او سرشار از المان‌های روان شناختی باشد به علاوه وی در رشته هنر نیز تحصیل کرده و در سال ۱۹۹۴ به عنوان یک طراح گرافیک به شرکت کونامی می‌پیوندد. او همچنین در بازی Snatcher به عنوان طراح هنری و در بازی International Track & Field به عنوان طراح شخصیت ایفای نقش کرده است بعد از ان در سال ۱۹۹۹ سری سایلنت هیل را خلق کرد بازی سایلنت هیل توانست موفقیت زیادی را کسب کند و ادامه‌های متنوعی از آن ساخته شود اما به دلایلی نامعلوم کیچیرو توسط کونامی اخراج شد و بالاجبار تیم سایلنت را ترک کرد. بعد از آن کیچیرو به دعوت سونی به SCE Japan Studio پیوست و استودیوی Project Siren را تأسیس کرد. اینبار با اختیارات و امکاناتی که سونی در اختیار وی گذاشته بود دست به خلق یک شاهکار زد و بدین ترتیب سری بازی سایرن متولد شد. او بازی سایرن را در سال ۲۰۰۴ و همچنین ادامهٔ آن یعنی فربیدن سایرن ۲ را در سال ۲۰۰۶ برای کنسول بسیار موفق سونی یعنی پلی‌استیشن ۲ کارگردانی کرد. در سال ۲۰۰۸ کیچیرو نسخهٔ سوم بازی سایرن با نام سایرن: نفرین خونین را عرضه کرد. به عقیده اکثر کارشناسان بازی سایرن مخوف‌ترین بازی تاریخ بازی‌های کامپیوتری است بطوری‌که فرد در هنگام تجربه بازی دچار یک حالت وهم آلود شده و تاًثیر آن را در درون و محیط خود احساس می‌کند، این بازی دارای یک اتمسفر بسیار سنگین و رعب‌انگیز است که کاملاً با فضاسازی و روایت عینی داستان عجین شده است همچنین موسیقی، افکت‌های صوتی و صداگذاری سایرن کاملاً با فضای بازی همخوانی دارد چنانچه تاًثیر دوچندانی را بر روی شخص می‌گزارد، همان‌طور که گفته شد موسیقی بازی کاملاً با فضای بازی همخوانی دارد و آنچنان وهم انگیز و ترسناک است که هیچ نظیری در میان دیگر بازی‌ها ندارد. همچنین یک نکته خاص در مورد بازی سایرن وجود دارد که آن را از سایر بازی‌ها جدا می‌کند و آن اینکه تاًثیر بازی سایرن فقط محدود به زمان بازی نمی‌باشد بلکه پس از آن نیز ذهن فرد را به شدت تحت تاًثیر قرار می‌دهد، بی تردید دانش کیچیرو در زمینه روان‌شناسی باعث شده تا وی با شناخت کامل چنین اثر یگانه‌ای را خلق کند. چند سال پس از آخرین نسخه بازی سایرن کیچیرو بر روی یک عنوان انحصاری با نام گراویتی راش برای پلتفرم پلی‌استیشن ویتا کار کرد که در سال ۲۰۱۲ عرضه شد بعد از آن و در سال ۲۰۱۷ نیز بازی گراویتی راش ۲ که ادامه‌ای بر نسخه نخست می‌باشد را برای کنسول پلی‌استیشن ۴ عرضه کرد، هم‌اکنون کیچیرو تویاما به عنوان نویسنده و کارگردان در حال کار بر روی عنوان Slitterhead می‌باشد که بناست در تاریخی نامعلوم به‌طور انحصاری بر روی پلتفرم پلی استیشن منتشر می‌شود، گفتنی است که عنوان Slitterhead در ژانر وحشت و بقا می‌باشد و همچون سری Forbidden Siren در کشور ژاپن روایت می‌شود.

## آثار
| عنوان بازی               | تاریخ عرضه | نقش                                      |
| ------------------------ | ---------- | ---------------------------------------- |
| اسنتچر                   | ۱۹۹۴       | طراح هنری                                |
| اینترناشیونال ترک & فیلد | ۱۹۹۶       | طراح شخصیت                               |
| سایلنت هیل               | ۱۹۹۹       | کارگردان، نویسنده، طراح پس زمینه         |
| سایرن                    | ۲۰۰۳       | کارگردان، نویسنده                        |
| آژیر خطر ۲               | ۲۰۰۶       | کارگردان، نویسنده                        |
| سایرن: نفرین خونین       | ۲۰۰۸       | کارگردان، طراح، نویسنده                  |
| گراویتی راش              | ۲۰۱۲       | کارگردان، طراح، ایده اصلی، داستان آغازین |
| اسلیترهد                 | نامعلوم    | کارگردان، نویسنده                        |